# کپلک جگر چینی
کپلک جگر چینی (نام علمی: Clonorchis sinensis) نام یک گونه از رده کپلک است.